# 许魏洲
许魏洲（英語：Xu Wei Zhou，1994年10月20日—），生於上海，中国男演员、歌手。2015年10月，出演青春励志电影《电竞也疯狂》；代表作网络同志剧《上瘾》走紅，并为该剧创作演唱了主题曲和片尾曲。

## 早年經歷
许魏洲从小热爱跳舞，他学习过近十年的拉丁舞，长大后還培养了作词作曲、唱歌、吉他等其它爱好。
许魏洲就读于上海戏剧学院附属高级中学時与朋友一起组建“EggAche乐队”；2011年7月，与5位朋友组建旋律死亡金属风格的“PROME乐队”，其成员来自不同的学校，许魏洲在乐队中担任主音吉他手；進入中国戏曲学院就讀，並於2017年毕业。

## 演藝經歷
2015年10月，拍摄青春励志电影《电竞也疯狂》，饰演MK战队队长岳宏生；同年12月，出席校园网络剧《上瘾》的开机发布会，并在现场献唱《我只在乎你》。
2016年1月，主演校园网络剧《上瘾》播出，許魏洲在劇中饰演自小跟父亲和奶奶生活在一起，写得一手好字的高冷学霸“白洛因”，他为该剧创作并演唱的主题曲《海若有因》及片尾曲《慢慢走》获得第16届音乐风云榜“最受欢迎网剧偶像”；2月20日，出席在上海举行的《上瘾》粉丝见面会；5月1日，發行首張個人專輯《Light》，並參與了大部分的歌曲創作；6月5日，首場簽唱會在北京五棵松舉行，同時舉辦“許魏洲2016Light亞洲巡迴演唱會”的第一站；6月25日於韓國首爾舉行第二場演唱會；7月30日，在泰国曼谷举行第四場亞洲巡演，成為首位在韓國、泰国举行公開售票演唱會的中國歌手。  
2017年成立个人工作室；3月1日，為動畫電影《冰雪大作戰》演唱中文版主題曲《The Heroes》，該曲獲得 Billboard Radio China 2017年度華語十大金曲獎；3月14日，線上發佈“許魏洲2016Light亞洲巡演”紀錄片《光之影》；6月22日，主演微電影《再見初戀》；8月10日，以四個篇章的形式發行發表第二張專輯《The Time》，並於QQ音樂賣出40萬張獲得雙白金唱片認證；8月23日，為動作電影《極致追擊》演唱主題曲《時光之墟》 。
2018年1月23日，主演的电影《素人特工》正式杀青；2月1日，15時50分搭乘國泰航空公司班機抵達桃園機場，於2月3日在台北W Hotel舉辦「許魏洲新專輯THE TIME全亞洲發片記者會WHotel」來宣傳第二張專輯《The Time》；4月16日，许魏洲主演的都市爱情偶像剧《我不能恋爱的女朋友》开机；7月5日，《THE TIME时·刻》实体唱片正式发行 ，预售一小时销量破13000张；11月19日，许魏洲主演的国乒职人剧《荣耀乒乓》开机；12月7日，為共青团中央致敬改革开放40周年而打造的文化产品《青春的回答》MV上线  。
2019年7月12日，主演的电影《素人特工》上映，饰演民间科学家丁山 。10月8日，主演的都市爱情幻想剧《我不能恋爱的女朋友》开播，在剧中饰演男主角迟信。10月27日，参加东方卫视《中国梦之声·我们的歌》节目。2019年12月31日，《启航2020》中央广播电视总台跨年盛典，许魏洲宋轶在央视跨年上一起唱了《我们都是追梦人》。
2020年1月17日，在中央广播电视总台2020央视网络春晚中，参演歌舞互动节目《向梦想出发》。2020年1月18日《我们的中国梦—文化进万家》湖北宜昌五峰， 许魏洲演唱歌曲《荣耀》 ；1月23日，2020央视东西南北贺新春许魏洲延长歌曲《快乐颂》;1月25日，2020湖南卫视华人春晚许魏洲、彩虹合唱团《幸福的烦恼》；同年8月，作为空降突围挑战者加盟《跨界歌王第五季》，演唱摇滚歌曲《Neverland》。8月28日，主演的恋爱轻喜剧《仲夏满天心》开播，在剧中饰演偶像明星靳泽一 。10月1日，参与2020“我们的中国梦”文化进万家——“心连心”慰问演出。10月22日，主演的年代情怀剧《亲爱的麻洋街》开播，在剧中饰演卧底警察欧小剑 。
2021年1月，参加2021年北京台春晚联排，与乔欣和罗罗、何曼婷、小阿七表演《春天在哪里》、《踏山河》、《酒家》、《我要吃肉肉》等歌曲；1月27日，主演的古装剧《风起霓裳》开播，在剧中饰演少年登科却多年蹉跎不遇的裴行俭；3月9日，主演的热血青春竞技剧《荣耀乒乓》开播，在剧中饰演天才乒乓球员于克南；5月23日，以“青春召集人”的身份而参与录制的庆祝建党百年特别节目《28岁的你》播出 ；8月19日，参加的爱奇艺综艺节目《恋恋剧中人》开播 ；同年，参加真人秀《拜托了冰箱 轰趴季》。
2022年1月20日，主演的民国剧《流光之城》播出，在剧中饰演男主角容嘉上 ；1月22日、为电视剧《流光之城》演唱的插曲《不惑之爱》发布；2月1日，参与录制的2022年北京广播电视台春节联欢晚会播出，与李沁、罗罗、戴羽彤共同表演歌舞《恭喜发财》。 8月14日，获得新浪2022微博电影之夜盛典“年度潜力演员”荣誉；8月，出席第十二届北京国际电影节。 9月11日，参加古韵新声中秋，演唱歌曲《月圆今宵》。

## 個人生活
2016年，許魏洲被狗仔卓伟拍到和女星周雨彤深夜约会，当街亲吻。而周雨彤在《上瘾》中饰演许魏洲的前女友。
2022年3月10日，許魏洲宣布結婚。妻子是其高中學姐张圣樱，畢業多年後才在一起，交往約4年的時間。

## 影視作品

### 電視劇/網絡劇
| 年份 | 劇名               | 角色   | 備註   |
| ---- | ------------------ | ------ | ------ |
| 2016 | 上瘾               | 白洛因 | 網路劇 |
| 2018 | 愛情進化論         | 丁宇揚 |        |
| 2019 | 我不能戀愛的女朋友 | 遲信   | 網路劇 |
| 2020 | 仲夏满天心         | 靳泽一 | 網路劇 |
| 2020 | 亲爱的麻洋街       | 欧小剑 |        |
| 2021 | 風起霓裳           | 裴行俭 |        |
| 2021 | 荣耀               | 于克南   |        |
| 2022 | 流光之城           | 容嘉上 |        |
| 2022 | 谁都知道我爱你     | 蕭尚麒 |        |
| 2023 | 风起西州           | 裴行儉 |        |
| 2024 | 西北岁月           | 趙德柱 |        |
| 待播 | 我站的地方是中国   |        |        |

### 電影
| 年份   | 劇名               | 角色   | 備註     |
| ------ | ------------------ | ------ | -------- |
| 2016   | 电竞也疯狂         | 岳弘生 | 網絡電影 |
| 2019   | 素人特工           | 丁山   |          |
| 2023   | 中国乒乓之绝地反击 | 马文禾 |          |
| 待上映 | 爆破班             |        |          |
| 待上映 | 四渡               |        |          |

### 電影配音
| 年份 | 劇名      | 角色 | 备注 |
| ---- | --------- | ---- | ---- |
| 2016 | 大魚•海棠 | 鯤   | 配音 |

### 綜藝真人秀
| 日期           | 片名               | 角色 | 备注 |  |
| -------------- | ------------------ | ---- | ---- |  |
| 2021年8月19日  | 《恋恋剧中人》     | 自己 |      |  |
| 2022年6月11日  | 《战至巅峰》       | 自己 |      |  |
| 2022年8月27日  | 《山水间的家》     | 自己 |      |  |
| 2022年12月17日 | 《无限超越班》     | 自己 |      |  |
| 2023年6月23日  | 《是好朋友的周末》 | 自己 |      |  |

### 紀錄片
| 時間 | 片名   | 備註                |
| ---- | ------ | ------------------- |
| 2017 | 光之影 | 2016Light亚巡记录片 |

## 音乐作品

### 專輯
【首張專輯《光 Light》】
| 曲目 | 歌曲                 | 作曲           | 作詞           | 發行日期   |
| ---- | -------------------- | -------------- | -------------- | ---------- |
| 1.   | 慢慢走               | 许魏洲         | 李泊龙         | 2016-05-01 |
| 2.   | 尘埃                 | 苏桐乐         | 苏桐乐         | 2016-05-01 |
| 3.   | 月光                 | 许魏洲、苏桐乐 | 许魏洲、苏桐乐 | 2016-05-01 |
| 4.   | I Remember Your Eyes | 许魏洲         | 许魏洲         | 2016-05-01 |
| 5.   | 海若有因             | 许魏洲         | 柴雞蛋         | 2016-05-01 |
| 6.   | 明白梦想             | 许魏洲         | 朱元冰         | 2016-05-01 |
| 7.   | 光                   | 许魏洲、潘成   | 许魏洲         | 2016-05-01 |

【第二張專輯《THE TIME》】 
| 曲目 | 歌曲            | 作曲                                                                              | 作詞                                                                                           | 發行日期   | 備註                       |
| ---- | --------------- | --------------------------------------------------------------------------------- | ---------------------------------------------------------------------------------------------- | ---------- | -------------------------- |
| 1.   | 那又怎樣        | 许魏洲                                                                            | 張暢                                                                                           | 2017-08-10 | 1st quarter - 15分鐘的瘋狂 |
| 2.   | 忘了我吧        | 唐漢霄                                                                            | 楊杰                                                                                           | 2017-08-10 | 1st quarter - 15分鐘的瘋狂 |
| 3.   | 黑暗邊緣        | Life Awaits 樂隊                                                                  | Life Awaits 樂隊                                                                               | 2017-08-10 | 1st quarter - 15分鐘的瘋狂 |
| 1.   | 榮耀            | Braddon Williams/王子                                                             | 李念和                                                                                         | 2017-10-20 | 2nd quarter - 15分鐘的光芒 |
| 2.   | 一半            | 林耕禾                                                                            | 許魏洲/周和                                                                                    | 2017-10-20 | 2nd quarter - 15分鐘的光芒 |
| 3.   | It's Always You | Lee McCutheon/Jeremy Thurber                                                      | Lee McCutheon/Jeremy Thurber                                                                   | 2017-10-20 | 2nd quarter - 15分鐘的光芒 |
| 1.   | 貓              | 許魏洲                                                                            | 許魏洲                                                                                         | 2017-12-12 | 3rd quarter - 15分鐘的獨白 |
| 1.   | 橙色天空        | 許魏洲/鄭楠                                                                       | 方文山                                                                                         | 2018-01-31 | 4th quarter - 15分鐘的異想 |
| 2.   | Rio             | 許魏洲/胡金韜/楊越                                                                | 許魏洲/胡金韜                                                                                  | 2018-01-31 | 4th quarter - 15分鐘的異想 |
| 3.   | 迷宮            | LHarvey Mason Jr. /Mike Daley /Mitch Owens/Dewain Whitmore /Patrick 'J Que' Smith | LHarvey Mason Jr. /Mike Daley /Mitch Owens/Dewain Whitmore/Patrick 'J Que' Smith中文詞：王海濤 | 2018-01-31 | 4th quarter - 15分鐘的異想 |

### 單曲
| 歌曲                 | 作曲       | 作詞               | 發行日期   | 備註                                     |
| -------------------- | ---------- | ------------------ | ---------- | ---------------------------------------- |
| 放                   | 許魏洲     | 趙登凱             | 2016-12-08 | 於韓國拍攝MV                             |
| Everything About You | Hans陳思翰 | 陈俊辰、Hans陳思翰 | 2018-10-20 | 许魏洲“Final，Light”2018生日演唱會發表   |
| 彩虹弧线             | 史小鹏     | 史小鹏             | 2019-10-13 | 许魏洲2019“白色时区”北京生日演唱会主题曲 |
| REBIRTH              | 宽-Hero    | 陳央               | 2019-12-31 | 许魏洲2019“白色时区”北京生日演唱会发表   |

### 其他歌曲
| 歌曲                   | 作曲                | 作詞                 | 發行日期   | 備註                                                                  |
| ---------------------- | ------------------- | -------------------- | ---------- | --------------------------------------------------------------------- |
| 向著光亮那方           | 陳禹                | 丁丁張               | 2016-04-22 | 《誰的青春不迷茫》電影推廣曲                                          |
| The Heroes             | Eloi Painchaud      | 王海濤               | 2017-03-01 | 《冰雪大作戰》電影中文主題曲                                          |
| 尖叫之夜               | 黄雨勋              | 方文山               | 2017-05-04 | 《尖叫之夜》全live交互演唱会主题曲                                    |
| 時光之墟               | 周杰倫              | 余慧迪               | 2017-09-30 | 《極致追擊》電影主題曲                                                |
| 我向南，你向北         | KAIROS-MG           | 吴昕/许魏洲/Laureate | 2018-07-07 | 快乐大本营全新环节-不要说，唱；与吴昕合唱                             |
| 青春的回答             | 林璐                | 良朋                 | 2018-12-07 | 共青团中央出品，致敬改革开放40周年                                    |
| 沁园春·雪              | 刘金帛              | 毛泽东               | 2019-04-20 | 经典咏流传第二季 第九期                                               |
| 說到做到               | 趙佳霖              | 崔恕                 | 2019-04-22 | 新時代誠信之歌，與王源、魏大勛、張天愛、沈月、王麗坤等藝人合唱        |
| 宇宙之光               | 王迦奕              | 王迦奕               | 2019-07-11 | 《素人特工》电影主题曲                                                |
| 我爱他（Live）         | 陈威全              | 黄婷                 | 2019-12-15 | 与周深合作演唱、为东方卫视《中国梦之声-我们的歌》第7期（原唱：叮噹）  |
| 珍惜                   | 赵佳霖              | 崔恕                 | 2020-02-18 | 抗疫公益歌曲                                                          |
| 天降大任               | 苏立生              | （先秦）孟轲         | 2020-07-04 | 经典咏流传第三季 第七期                                               |
| 炽热少年               | 老道/GAI周延        | GAI周延/老道         | 2020-12-01 | 与GAI周延合作演唱、为电视剧《荣耀》插入曲                             |
| 易水歌                 | 苏立生              | （战国）荆轲/凯文    | 2021-03-28 | 经典咏流传第四季 第七期                                               |
| 荣耀                   | 任雅静A.L.U./胡皓波 | 任雅静A.L.U./李岩    | 2021-04-09 | 与白敬亭合作演唱、为电视剧《荣耀乒乓》主题曲、收录于《荣耀 电视剧原声带》 |
| 没有共产党就没有新中国 | 曹火星              | 曹火星               | 2021-05-24 | 收录于建党百年献礼之青春年代主题曲群星特辑《青春宇宙》                |
| 小白杨                 | 士心                | 梁上泉               | 2021-06-28 | 收录于建党百年献礼作品群星专辑《百年》                                |

## 演唱會
【2016許魏洲Light亞洲巡迴簽唱會】
| 日期       | 演唱會站次 | 舉行地點                   |
| 2016-06-05 | 北京站     | 北京五棵松匯源空間         |
| 2016-06-25 | 首爾站     | 首爾 KBS Arena             |
| 2016-07-17 | 深圳站     | 深圳福田体育运动公园体育馆 |
| 2016-07-30 | 曼谷站     | 曼谷 Thunder Dome          |
| 2016-08-13 | 上海站     | 上海大舞台                 |

【2017許魏洲Light亞洲巡迴簽唱會】  
| 日期       | 演唱會站次 | 舉行地點               |
| 2017-12-09 | 上海站     | 上海靜安體育中心體育館 |

【2018許魏洲Light亞洲巡迴簽唱會】                                                                                                 
| 日期       | 演唱會站次 | 舉行地點                       |
| 2018-05-26 | 曼谷站     | 曼谷 Thunder Dome              |
| 2018-10-20 | 北京站     | 北京國家奧林匹克體育中心體育館 |

【許魏洲白色時區2019演唱會】
| 日期       | 演唱會站次 | 舉行地點        |
| 2019-10-20 | 北京站     | 北京 工人體育館 |

## 書籍作品
| 發行       | 書名             | 出版社         | 裝訂 | ISBN          |
| ---------- | ---------------- | -------------- | ---- | ------------- |
| 2018-10-01 | 《这就是许魏洲》 | 浙江文藝出版社 | 平裝 | 9787533953874 |

## 社會活動
【公益活動】 
- 2016-02-26 參加網易“反家暴直播”
- 2016-06-24 為江蘇鹽城受災群眾捐贈10萬元善款
- 2016-07-13 發起“光·愛”助盲公益基金，並向北京市殘疾人福利基金會捐贈善款50萬元
- 2016-09-19 參加北京國際設計周及婦聯家庭文化研究會聯合主辦的“千兔望月”關愛留守兒童公益活動
- 2016-09-26 前往四川龍橋黑熊救護中心探訪月熊，呼籲更多人關注和保護月熊這一物種，同時正式成為“許願公益，關愛月熊”代言人
- 2016-10-20 生日當天前往雲南昆明嵩明縣三轉彎小學，送出“第三季芭莎公益星設計”的藝術夢想包給山區貧困兒童，並幫小朋友系上紅領巾並擔任老師上音樂課
- 2016-11-24 前往中國兒童少年基金會舉辦的“春蕾女童慈善之門”項目啟動儀式，擔任“慈善之門”全國推廣大使
- 2017-03-19 參加2017年無錫馬拉松活動
- 2017-03-25 應邀出席第三屆amfAR慈善晚宴
- 2017-03-31 由共青團中央及微博校園、微公益聯合舉辦的2017年第七屆全國大學生綠植領養活動，許魏洲受邀擔任“綠植領養”校園公益大使
- 2017-05-21 全國助殘日，北京殘聯發起愛無障礙活動，呼籲殘疾預防，擔任助殘愛心大使
- 2017-05-31 受邀成為兒童團團長，出席民政部社會事務司與聯合國兒童基金會聯合舉辦的“中國兒童福利與保護宣傳周”啟動儀式
- 2017-07月  受星光公益聯盟邀請拍攝“關愛盲童”主題公益海報，為殘障人士發聲，號召關注殘疾人生活與出行，提倡愛無障礙
- 2017-11-15 助力星光公益聯盟北京領養日流浪動物冬季關愛行動
- 2017-11月  擔任上海消防代言人
- 2018-09-03 “推一把，一起愛”，99公益日推一把綠色出行
- 2018-09-26 拍攝時尚健康粉紅絲帶公益封面，關注健康，為沒有人因為乳腺癌而失去性命的未來加油
- 2019-03-28 參加“愛的陽光”助殘公益歌曲錄製
- 2019-03-30 參加“地球一小時”活動，呼籲關注生物多樣性，與自然共生
- 2021-02-02 演唱“全民反诈防骗季”主题曲
- 2021-05-09 出席世界卫生组织和中国疾病预防控制中心在北京举办的世界无烟日主题活动，现场分享自身戒烟经历，呼吁身边朋友戒烟

【活動大使】
- 擔任2022年北京冬奧會“國家冰雪運動推廣大使”
- 擔任歐洲旅遊推廣“中歐旅遊年歐盟旅遊形象大使”

## 品牌活動
【時裝周】  
2017
- 2017-01-21 巴黎時裝周：紀梵希 2017秋冬男裝系列暨2017春夏女裝高級訂製系列發布會
- 2017-03-08 巴黎時裝周：路易威登 2017秋冬時裝秀
- 2017-06-23 巴黎時裝周：路易威登 2018春夏男士時裝秀
- 2017-09-13 紐約時裝周：Coach 2018春夏時裝秀
- 2017-10-01 巴黎時裝周：紀梵希 2018春夏女士及男士系列發佈會

2018
- 2018-01-15 米蘭時裝周：FENDI 2018秋冬男裝秀
- 2018-01-20 巴黎時裝周：Alexander-McQueen 秋冬男裝時裝秀
- 2018-06-25 巴黎時裝周：dunhill2019 春夏男裝大秀
- 2018-09-28 巴黎時裝周：Balmain2019 春夏女裝大秀

2019
- 2019-05-31 上海大秀：FENDI2019-2020秋冬男裝及女裝系列時裝秀（帶領模特開場並領銜眾超模謝幕）
- 2019-06-17 米蘭時裝周：FENDI2020春夏男裝秀

## 獲獎紀錄
| 年份 | 頒獎典禮                      | 獎項                                                |
| ---- | ----------------------------- | --------------------------------------------------- |
| 2016 | 第16届音乐风云榜年度盛典      | 最受欢迎网络偶像奖                                  |
| 2016 | 第2届OK!年度挚爱颁奖礼        | 年度挚爱新生代男演员獎                              |
| 2016 | 亞洲新歌榜年度盛典            | 年度最佳新人獎《Light》                             |
| 2016 | 鳳凰時尚之選頒獎典禮          | 年度時尚人氣先鋒獎                                  |
| 2016 | 時裝之夜·歡樂頌               | 年度最佳新人獎                                      |
| 2016 | 第1届粉丝嘉年华新浪明星势力榜 | 年度人物獎                                          |
| 2016 | 芭莎男士风云人物盛典          | 年度吸引力明星獎                                    |
| 2016 | 第13届年度先生盛典            | 年度新人奖                                          |
| 2016 | 健康榜样颁奖盛典              | 年度最具影响力明星獎                                |
| 2017 | 第24屆東方風雲榜              | 最佳新銳歌手獎、網路影響力大獎                      |
| 2017 | 第5屆音悅V榜年度盛典          | 內地最佳新人獎                                      |
| 2017 | 2016MusicRadio中國TOP排行榜   | 年度新人                                            |
| 2017 | 第十屆城市至尊音樂榜          | 年度至尊新人                                        |
| 2017 | 2017亞洲金曲大賞              | 內地年度最佳新人                                    |
| 2017 | MTV全球華語音樂盛典           | 最受歡迎新人、最佳十大金曲《慢慢走》                |
| 2017 | 亞洲新歌榜年度盛典            | 年度人氣歌手、年度十大金曲《放》                    |
| 2017 | 第14屆MAHB年度先生盛典        | 年度人氣偶像                                        |
| 2017 | 2017年時裝之夜無畏時代        | 解說者榮譽                                          |
| 2017 | 2017年UNOYOUNG周年明星派對    | 年度新青年                                          |
| 2017 | 2017年Billboard Radio China   | 年度華語十大金曲《The Heroes》                      |
| 2018 | 第25屆東方風雲榜              | 網絡影響力藝人、傳媒推薦獎                          |
| 2018 | 2017MusicRadio中國TOP排行榜   | 最受歡迎男歌手                                      |
| 2018 | 全球華人歌曲排行榜            | 年度全能男藝人、年度最佳舞臺演繹男歌手              |
| 2018 | 亞洲音樂盛典                  | 最受歡迎歌手                                        |
| 2019 | 電視劇品質盛典                | 年度全能藝人                                        |
| 2019 | 第26屆東方風雲榜              | 年度全能藝人、傳媒推薦演唱會《Light亞洲巡回演唱會》 |
| 2020 | 第17届年度先生盛典            | 年度最具期待演员奖                                  |

## 外部連結
- 许魏洲的新浪微博
- 许魏洲的Instagram帳戶
- 許魏洲工作室的新浪微博
- 許魏洲FanClub的新浪微博
- timmyxustudio的Instagram帳戶
- TimmyXu Official （页面存档备份，存于）的Youtube
- TimmyXu Studio （页面存档备份，存于）的Twitter
- 许魏洲在豆瓣上的资料（简体中文）